# ガゼータ・ルー
ガゼータ・ルー（ロシア語: Газета.Ru, ラテン文字転写: Gazeta.ru）は、モスクワに拠点を置くロシアのニュースサイトである。2020年以降、国営企業であるスベルバンクが所有者となっている。